# Nâlân
Emine Nâlân Tokyürek (* 15. November 1973 in Eskişehir), besser bekannt unter ihrem Künstlernamen Nâlân oder auch bekannt als Of Aman Nalan, ist eine türkische Popmusikerin.

## Karriere
Ihre musikalische Karriere begann im Jahr 1994 mit der Veröffentlichung des Debüt-Albums Of Aman. Seitdem hat sie eine Reihe von Alben auf den Markt gebracht. Zu ihren bekanntesten Songs zählen Yaralandım, Hadi Yarim sowie Acemi Balık. Letzterer wurde im Jahr 2002 ein sehr erfolgreicher Sommerhit, der im Jahr 2019 von der Sängerin İrem Derici gecovert wurde.

## Diskografie

### Alben
- 1994: Of Aman
- 1995: Cansuyum
- 1997: Usul Usul
- 1999: Nâlân
- 2002: Nâlân
- 2003: Cayır Cayır
- 2005: Adresi Biliyorsun
- 2007: Türk Sineması Klasikleri (Konzeptalbum)
- 2009: Demode
- 2012: Aşk
- 2019: Aşk Senin Neyine

### EPs
- 2014: Nalan'dan Sevgilerle

### Singles
| - 1994: Tutmayın Beni - 1994: Bunun Adı Sevda - 1994: Affet - 1994: Ölür Müsün Öldürür Müsün - 1995: Gönül Belası - 1995: Hadi Yarim - 1995: Cansuyum - 1997: Canımsın (Hintergrundstimme: Tarkan) - 1997: Yaralandım - 1998: Usul Usul - 1998: Zalimin Zulmü - 2000: Sök Kalbini - 2000: Hani - 2000: Aramızı Bozamazlar - 2002: Unutmadım - 2002: Acemi Balık - 2002: Lanet Olsun (Remix) - 2003: Cayır Cayır - 2004: Sana Sevgilim Ol Mu Dedim | - 2004: Anahtar - 2005: Adresi Biliyorsun - 2005: Sonunda Bitti - 2006: Balkızın Aşk Baladı (mit Kutsi) - 2007: Herşey Bitmiştir Artık - 2007: Seven Ne Yapmaz - 2009: Yaralıyım - 2009: MNYK - 2010: Söz Verdik - 2012: Hoşgeldin - 2012: Haklarım Saklı - 2012: Sensiz Bir Gecedeyim (mit Barış Türkeri) - 2014: Yolcu Yolunda Gerek (mit Eflatun) - 2019: Affedemem (mit Volkan Akmehmet & İnanç Şanver) - 2019: Olanlar Oldu Bana (Original: Esma Redžepova – Chaje Shukarije) - 2022: Deli Aşk - 2022: Rüya - 2023: Kıskanırım Seni Ben (mit Emel Şenocak) |

Quelle:

### Gastauftritte
- 1994: Den Bodrume Horia (von Fedon Kalyoncu – Hintergrundstimme)
- 1996: Gün Ola Harman Ola (von Erkin Koray – Hintergrundstimme)
- 1996: Tutturamazsın (von Erkin Koray – Hintergrundstimme)
- 1998: Ne Olur Bak Bana (von Füsun Tokyürek – Hintergrundstimme)

### Songwriting (Auswahl)
- 2003: Unuttum (von Demet Akalın)

## Auszeichnungen
- 2006: Kral Türkiye Müzik Award in der Kategorie Beste Fantezi-Musikerin